# U-Bahnhof Cottbusser Platz

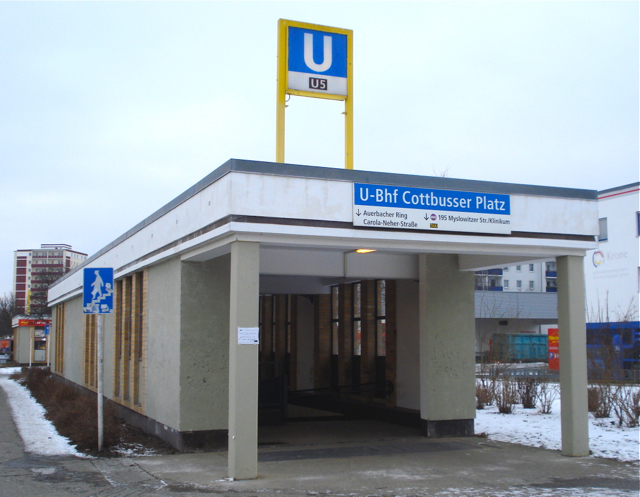
Bahnhofseingang an der Hellersdorfer Straße

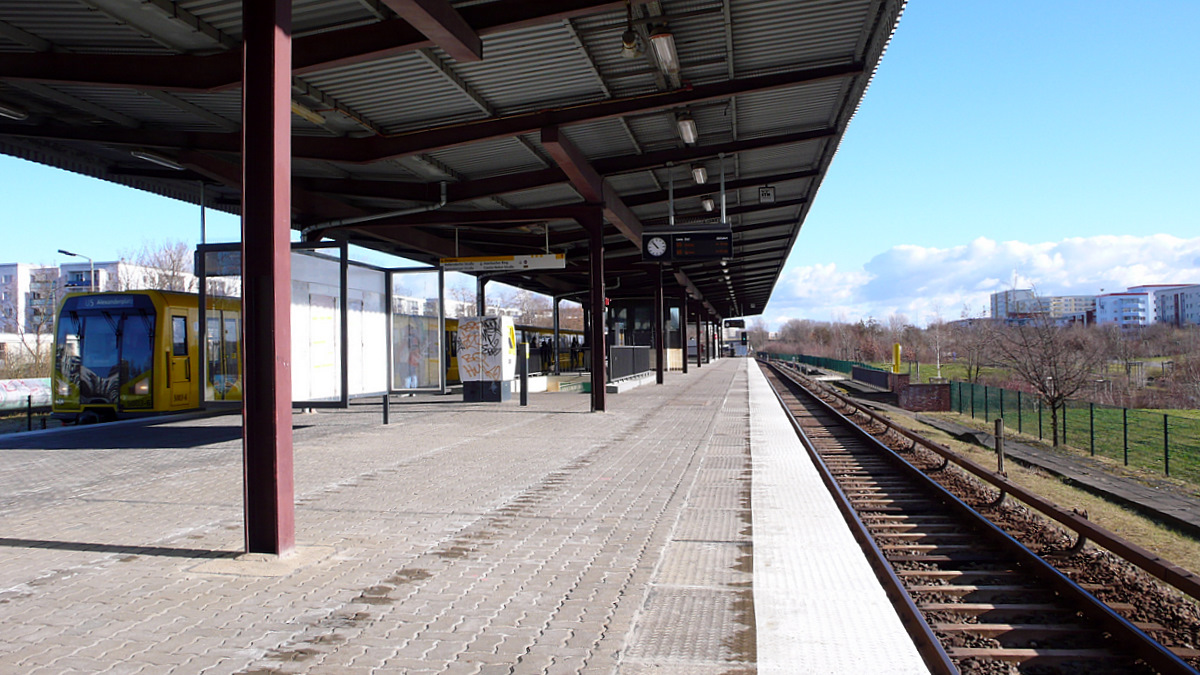
Bahnsteig des U-Bahnhofs Cottbusser Platz

Der U-Bahnhof Cottbusser Platz ist eine Station der Berliner U-Bahn-Linie U5 im Ortsteil Hellersdorf des Bezirks Marzahn-Hellersdorf. Das BVG-interne Kürzel ist C. Der Bahnhof wurde im Zuge der Verlängerung der damaligen Linie E vom Tierpark nach Hönow errichtet und am 1. Juli 1989 feierlich eröffnet. Zusammen mit acht weiteren Bahnhöfen auf der Linie U5 wurde der Bahnhof Cottbusser Platz im November 2023 unter Denkmalschutz gestellt.

## Lage und Ausstattung
Der U-Bahnhof liegt südlich der Hellersdorfer Straße, die parallel zur Strecke der U5 verläuft, auf Höhe des gleichnamigen Platzes. Im Gegensatz zu den übrigen Bahnhöfen der Strecke liegt der Bahnhof nicht im Einschnitt, sondern leicht überhöht. Über einen Fußgängertunnel besteht in nördlicher Richtung Zugang zur Hellersdorfer Straße sowie nach Süden zur Carola-Neher-Straße und zum Auerbacher Ring.
Der Bahnhof verfügt über einen Mittelbahnsteig, der auf der gesamten Länge von 110 Metern von einer zweireihigen Konstruktion überdacht wird. Der Zugang vom Fußgängertunnel zum Bahnsteig erfolgt über eine Treppe mit Rampe, die sich leicht östlich zur Bahnsteigmitte versetzt befinden. Zwischen ihnen befindet sich das Gebäude der Stationsaufsicht. Am westlichen Bahnhofsende befindet sich ein weiteres Funktionsgebäude. Aufbauten, Säulen sowie die Geländer sind in Braun lackiert.
Der Bahnsteigbelag bestand ursprünglich aus Betonplatten und wurde später durch ein Betonsteinpflaster im Spezialverband ausgetauscht. Die Bahnsteigkanten sind nach wie vor aus Beton und zeichnen sich durch einen 60 Zentimeter breiten weißen Sicherheitsstreifen ab.
Laut Angaben der Senatsverwaltung für Verkehr ist der Einbau eines Aufzuges erst nach 2030 geplant, im August 2024 befand sich die Planung im Status der Standortprüfung des geplanten Aufzuges.

## Anbindung
Es bestehen Umsteigemöglichkeiten zur Omnibuslinie 195 der BVG.
| Linie | Verlauf |
| ----- | --- |
|       | Hauptbahnhof – Bundestag – Brandenburger Tor – Unter den Linden – Museumsinsel – Rotes Rathaus – Alexanderplatz – Schillingstraße – Strausberger Platz – Weberwiese – Frankfurter Tor – Samariterstraße – Frankfurter Allee – Magdalenenstraße – Lichtenberg – Friedrichsfelde – Tierpark – Biesdorf-Süd – Elsterwerdaer Platz – Wuhletal – Kaulsdorf-Nord – Kienberg (Gärten der Welt) – Cottbusser Platz – Hellersdorf – Louis-Lewin-Straße – Hönow |